# Kukmasta biserka
Kukmasta biserka (lat. Guttera plumifera) je vrsta ptice iz roda Guttera, porodice biserki.
Živi u vlažnim prašumama središnje Afrike. Po izgledu podsjeća na neke podvrste Guttera pucherani, ali ima ravniju, ne uvijenu i višu ćubu. Ima dvije podvrste: Guttera plumifera plumifera (južni Kamerun, obale Konga, sjeverni Gabon i sjeverna Angola) i Guttera plumifera schubotzi (sjever i zapad DR Kongo). Gola koža na glavi i vratu nominativne podvrste je blijede sivkasto-plavkaste boje, dok u podvrste schubotzi postoje neke narančaste mrljice.